# 普萊森特科納斯 (紐約州)
普萊森特科納斯（英語：Pleasant Corners）是位於美國紐約州尼亞加拉縣的非建制地區。

## 地理
普萊森特科納斯所處的海拔為高於海平面105米（即344英呎），而該地所採用的時區為UTC-5，即北美东部时区（EST）。同時該地設有夏令時間，為UTC-5調快一小時，即UTC-4（EDT）。